# Гантер (Нью-Йорк)
Гантер (англ. Hunter) — місто (англ. town) в США, в окрузі Грін штату Нью-Йорк. Населення — 3035 осіб (2020). Включає в себе т. зв. селище Гантер, розміщене в північно-західній частині міста.

## Демографія
Згідно з переписом 2010 року, у місті мешкали 2732 особи в 1206 домогосподарствах у складі 622 родин. Було 2952 помешкання
Расовий склад населення:
| - 93,3 % — білих - 1,8 % — чорних або афроамериканців - 1,3 % — азіатів - 0,3 % — корінних американців - 0,1 % — вихідців з тихоокеанських островів - 1,4 % — осіб інших рас |

До двох чи більше рас належало 1,9 %. Частка іспаномовних становила 4,5 % від усіх жителів.
За віковим діапазоном населення розподілялося таким чином: 18,5 % — особи молодші 18 років, 64,3 % — особи у віці 18—64 років, 17,2 % — особи у віці 65 років та старші. Медіана віку мешканця становила 47,2 року. На 100 осіб жіночої статі у місті припадало 102,4 чоловіків;  на 100 жінок у віці від 18 років та старших — 103,3 чоловіків також старших 18 років.
Середній дохід на одне домашнє господарство  становив 71 907 доларів США (медіана — 51 642), а середній дохід на одну сім'ю — 88 166 доларів (медіана — 69 527). Медіана доходів становила 31 894 долари для чоловіків та 47 796 доларів для жінок. За межею бідності перебувало 12,8 % осіб, у тому числі 16,0 % дітей у віці до 18 років та 12,4 % осіб у віці 65 років та старших.
Цивільне працевлаштоване населення становило 1474 особи. Основні галузі зайнятості: мистецтво, розваги та відпочинок — 24,6 %, освіта, охорона здоров'я та соціальна допомога — 15,2 %, виробництво — 12,4 %, роздрібна торгівля — 12,3 %.

## Українська громада
В околицях Гантера, на захід по трасі 23А, розміщений Український культурний центр, на базі якого відбуваються численні табори, фестивалі та інші культурні заходи.

### Померли
- Ортинський Любомир — діяч ОУН, старшина легіону «Роланд», чотовий 201-го батальйону шуцманшафт, зв'язковий старшина 29 полку дивізії «Галичина», керівник Головної Управи Братства колишніх вояків 1 Української Дивізії Української Національної Армії та член Закордонного представництва УГВР.